# Gregory Alan Isakov

Isakov in 2015

Gregory Alan Isakov (19 oktober 1979) is een in Zuid-Afrika geboren singer-songwriter die momenteel in Boulder, Colorado woont. In 1986 immigreerde hij naar de Verenigde Staten en groeide op in Philadelphia, Pennsylvania.
Isakovs muziek combineert indie en folk, met instrumenten als gitaar en banjo. Hij is algemeen bekend van de nummers "Words", "The Stable Song", "Big Black Car", "If I Go, I'm Goin" en "San Luis". Isakov heeft zeven albums uitgebracht, meest recent Evening Machines in oktober 2018.

## Leven en carrière
Isakov werd geboren in Johannesburg op 19 oktober 1979. Hij emigreerde met zijn gezin naar de Verenigde Staten in 1986 tijdens het apartheidstijdperk omdat zijn vader Nissen een bedrijf in elektronische engineering begon in Philadelphia. In Philadelphia begon hij op 16-jarige leeftijd te toeren met een band. Isakov verhuisde later naar Colorado om tuinbouw te studeren aan de Naropa Universiteit. Isakov speelde zijn hele leven instrumenten, maar begon een leven als professionele muzikant die af en toe optredens deed terwijl hij ook als tuinman werkte. Zijn muzikale carrière werd serieuzer toen hij begon te touren met Kelly Joe Phelps.
In 2003 bracht Isakov in eigen beheer zijn eerste album Rust Coloured Stones uit. In 2005 bracht hij in eigen beheer Songs for October uit. In 2007 bracht hij in eigen beheer That Sea, the Gambler uit. In 2009 bracht Isakov in eigen beheer This Empty Northern Hemisphere uit met zang van Brandi Carlile op vijf nummers en een cover van Leonard Cohens "One of Us Cannot Be Wrong". In 2013 creëerde Isakov zijn onafhankelijke label Suitcase Town Music waarop hij The Weatherman uitbracht.
In 2016 bracht Isakov Gregory Alan Isakov with the Colorado Symphony, een album met elf van zijn eerdere nummers georkestreerd door verschillende componisten en opgenomen met de volledige Colorado Symphony. Op 5 oktober 2018 bracht hij Evening Machines uit op zijn Suitcase Town Music-label.
Isakov is beïnvloed door de muziek van Leonard Cohen, Kelly Joe Phelps en Bruce Springsteen. Hij speelde op vele muziekfestivals in de Verenigde Staten, Canada en Europa.
In november 2019 werd Isakovs album Evening Machines genomineerd voor de Grammy Award voor Best Folk Album bij de 62e jaarlijkse Grammy Awards.
Het nummer "Big Black Car" van het album This Empty Northern Hemisphere uit 2009 was te zien in een McDonald's- commercial uit 2012. Isakov schonk de opbrengst aan non-profitorganisaties die duurzame landbouw en gemeenschap bevorderen.

## Discografie
- Rust Colored Stones (2003)
- Songs for October (2005)
- That Sea, the Gambler (2007)
- This Empty Northern Hemisphere (2009)
- The Weatherman (2013)
- Gregory Alan Isakov with the Colorado Symphony (2016)
- Evening Machines (2018)
- Appaloosa Bones (2023)